# Erebus atavistis
Erebus atavistis là một loài bướm đêm trong họ Erebidae.